# Георги Георгиев (оператор)
Вижте пояснителната страница за други личности с името Георги Георгиев.
Георги Гавраилов Георгиев е български кинооператор.

## Биография
Георги Георгиев е роден в Пашмакли на 26 декември 1926 г. Учи в периода 1948 – 1953 г. операторско майсторство във ВГИК, Москва при професор Леонид Косматов.

## Филмография
- Левакът (1987)
- Страстна неделя (1986)
- Романтична история (1984)
- За една тройка (1983)
- Под едно небе (1982)
- Търновската царица (1980)
- От нищо нещо (1979)
- Хора отдалече (1977)
- Синята лампа (10-сер. тв, 1974)
- Деца играят вън (тв, 1973)
- Глутницата (1972)
- Един миг свобода (1970)
- Осмият (1969)
- Процесът (1968)
- Човекът в сянка (1967)
- Паролата (1965)
- Специалист по всичко (1962)
- Краят на пътя (1961)
- Пътят минава през Беловир (1959)
- Любимец 13 (1958)
- Две победи (1956)

Като режисьор
- Синята лампа (10-сер. тв, 1974)